# گواتر مولتی ندولر
گواتر مولتی ندولر به بزرگ شدن غده تیروئید متعاقب ظهور چندین ندول گویند.
گواتر مولتی ندولر می‌تواند با پرکاری تیروئید همراهی داشته یا نداشته باشد.
این بیماری یک وضعیت غیر توموری است ولی همراهی با سرطان در ۱۳٫۷ درصد بیمارانی که تحت جراحی برداشت گواتر قرار گرفته‌اند دیده شده است. این ندول‌ها با نرخ‌های مختلفی رشد و هرکدام مستقلاً شروع به ترشح هورمون تیروئید می‌کنند، در نتیجه باعث سرکوب TSH و اعمال وابسته به آن در بقیه تیروئید می‌شوند.